# NGC 296
NGC 296 je galaksija u zviježđu Ribe.

## Vanjske poveznice
- SEDS: NGC 296